# La Brillaz
La Brillaz es una comuna suiza del cantón de Friburgo, situada en el distrito de Sarine.

## Historia
La comuna de La Brillaz se creó en el año 2001 como consecuencia de la fusión de las comunas de Lentigny, Lovens y Onnens.

## Geografía
Avry limita al norte con Prez-vers-Noréaz, al noreste con Avry, al este con Neyruz, al sur con Autigny, Chénens y Cottens, al oeste con Torny y al noroeste con Corserey.